# Arbon (musicien)
Pour les articles homonymes, voir Arbon.
 (mai 2020).
Si vous disposez d'ouvrages ou d'articles de référence ou si vous connaissez des sites web de qualité traitant du thème abordé ici, merci de compléter l'article en donnant les références utiles à sa vérifiabilité et en les liant à la section « Notes et références ».
Jean-Pierre Arbon, dit Arbon est un auteur-compositeur-interprète et un homme d’entreprise français.

## Biographie
Né à Paris en 1953, il est diplômé d’HEC (promotion 1974).
Ancien directeur général de Flammarion, il est l’un des premiers en France à entrevoir les bouleversements que la révolution numérique va entraîner dans les secteurs de la transmission du savoir et de la connaissance[non neutre]. Il fonde en 1997 avec Bruno de Sa Moreira la première maison d’édition en ligne au monde[réf. nécessaire], 00h00.com, qui sera rachetée en 2000 par Gemstar TV Guide (groupe News Corp).
En 2003, il décide de changer de vie, et de se consacrer entièrement à sa passion : la chanson. Connu comme artiste sous le nom d’« Arbon », il publie un premier album, Être et avoir été (P&PP, 2005), en 2005, suivi de Il pleut au Paradis (Booster/PIAS) en 2007 pour lequel il obtient le Coup de Cœur de l’Académie Charles-Cros.
En 2010, il sort son troisième album Ça arrive à tout le monde (Booster/PIAS), et mène des tournées de concerts à Paris et en province, formant dans le même temps un ensemble orchestral avec Scott Bricklin à la guitare basse, Pascal Simoni aux claviers et Patrick Gorces aux percussions, mixés par son fils, Augustin Oji Arbon. Un quatrième album sort alors en 2014, le Cap & la boussole.

## Discographie
- 2005 : Être et avoir été
- 2006 : Où va le monde (maxi single)
- 2007 : Il pleut au paradis
- 2010 : Ça arrive à tout le monde
- 2014 : Le Cap & la boussole